# آنا پیلیپنکو
آنا پیلیپنکو (انگلیسی: Anna Pilipenko؛ زادهٔ ۲۵ دسامبر ۱۹۸۸) بازیکن فوتبال اهل بلاروس است.
وی همچنین در تیم ملی فوتبال Belarus بازی کرده‌است.